# NGC 3693
NGC 3693 је спирална галаксија у сазвежђу Пехар која се налази на NGC листи објеката дубоког неба.
Деклинација објекта је - 13° 11' 39" а ректасцензија 11h 28m 11,5s. Привидна величина (магнитуда) објекта NGC 3693 износи 12,7 а фотографска магнитуда 13,5. NGC 3693 је још познат и под ознакама MCG -2-29-32, NPM1G -12.0359, IRAS 11256-1255, PGC 35299.